# Tipula newcomeri
Tipula newcomeri är en tvåvingeart som beskrevs av Doane 1911. Tipula newcomeri ingår i släktet Tipula och familjen storharkrankar. Inga underarter finns listade i Catalogue of Life.